# Hong Kong Express Airways
HK Express, (tiếng Trung Quốc: 香港快運航空, trước đây 港聯航空公司, Hán Việt: Hương Cảng Khoái Vận Hàng Không - Hàng Không Chuyển Phát Nhanh Hương Cảng) là một hãng hàng không giá rẻ tại Hong Kong cung cấp dịch vụ vận tải hành khách không thường lệ đến chín điểm đến ở châu Á, bao gồm Trung Quốc, Nhật Bản, Malaysia, Hàn Quốc, Đài Loan và Thái Lan. Trung tâm chính của hãng tại Sân bay quốc tế Hồng Kông và hãng này sử dụng đội tàu bay bao gồm máy bay Airbus A320 và Airbus A321.

## Lịch sử
Hong Kong Express Airways Limited được lập vào ngày 10 tháng 3 năm 2004, với tên cũ bằng tiếng Trung Quốc là 港聯航空公司 (Cảng Liên Hàng Không), thêm vào ngày 21 tháng 4 năm 2004. Hãng hàng không thuộc sở hữu bởi nhà kinh doanh sòng bạc Macau Stanley Ho. Trong tháng 7 năm 2004, đơn vị kinh doanh dịch vụ trực thăng của Hồng Kông Heli Hong Kong đã chính thức công bố kế hoạch triển khai dịch vụ bay bằng máy bay cánh cố định thông qua Hong Kong Express, để trở thành hãng hàng không chở khách thứ tư của Hồng Kông.